# Adeclus brevipennis
Adeclus brevipennis är en insektsart som beskrevs av Brunner von Wattenwyl 1895. Adeclus brevipennis ingår i släktet Adeclus och familjen vårtbitare. Inga underarter finns listade i Catalogue of Life.